# Magyaregres, Somogy
Magyaregres  este un sat în districtul Kaposvár, județul Somogy, Ungaria, având o populație de 642 de locuitori (2011). 

## Demografie
Componența etnică a satului Magyaregres
     Maghiari (89,07%)
     Romi (9,3%)
     Germani (1,14%)
     Români (0,49%)
Componența confesională a satului Magyaregres
     Romano-catolici (47,66%)
     Fără religie (18,38%)
     Reformați (12,15%)
     Luterani (1,4%)
     Necunoscută (19,78%)
     Atei (0,62%)
Conform recensământului din 2011, satul Magyaregres avea 642 de locuitori. Din punct de vedere etnic, majoritatea locuitorilor (89,07%) erau maghiari, existând și minorități de romi (9,3%) și germani (1,14%). Nu există o religie majoritară, locuitorii fiind romano-catolici (47,66%), persoane fără religie (18,38%), reformați (12,15%) și luterani (1,4%). Pentru 19,78% din locuitori nu este cunoscută apartenența confesională.